# Drapelul Saharei de Vest

Dimensiuni 1:2

Drapelul Saharei de Vest are trei benzi orizontale, de culoare neagră (sus), albă și verde, culori tipice pentru statele arabe. Semiluna este de asemenea un simbol musulman. Roșul este culoarea naționalismului arab. Banda neagră reprezintă nemulțumirea față de ocupația marocană. Asemănarea cu steagul Palestinei nu este intenționată, numeroase steaguri arabe având designuri similare.